# Днепровский лиман
Днепро́вский лима́н (укр. Дніпровський лиман) — открытый пресноводный лиман в устье Днепра в северной части Чёрного моря, у берегов Украины.
Расположен в Херсонской и Николаевской областях. Главный порт на лимане — Очаков.
Длина Днепровского лимана — 55 км, ширина — 7,4-16,7 км, средняя глубина — 6—7 м, наибольшая — 12 м (так называемая Станиславская яма). Зимой замерзает.
Днепровский лиман вместе с Бугским лиманом образует Днепро-Бугский лиман.